# Топалова, Надежда (актриса)
Топалова, Надежда (болг. Надя Топалова; 25 сентября 1935; Болгария, третье Болгарское царство, София — 26 августа 2022) — болгарская актриса. Активно занималась озвучиванием фильмов, сериалов и рекламных роликов.

## Биография
Надежда Топалова родилась 25 сентября 1935 года в Софии.
В 1957 году окончила актерские студии при Театре «Болгарская армия» и ВИТИЗ «Крастью Сарафов» по классу Бояна Дановского в 1965 году.
Топалова входила в состав труппы Национального молодежного театра с 1959 по 1991 год, где сыграла десятки ролей.
Начала заниматься дубляжом с 1960-х годов.
Топалова работала над озвучиванием таких фильмов, как «Семья Мезга», «Помни о белом дельфине», «Голубое лето» (дубляж BNT), «Арабелла», «Черепашки-ниндзя» (дубляж BNT), а также участвовала в синхронном переводе мультфильмов «Бэмби», «Золушка», «Леди и Бродяга» и «Шрек 2».
Топалова стала первой актрисой, озвучивавшей на болгарском языке Барта Симпсона в дубляже БНТ в 1990-х годах.
Актриса принимала активное участие в аудиозаписях «Учтехпрома» для детских садов и школ:
- Чимми (1975)
- Моменты радости (1985)

Умерла 26 августа 2022 года в возрасте 86 лет.

## Личная жизнь
Была замужем за актером Георгием Джубриловым до его смерти в 2004 году. Есть 1 ребёнок.

## Фильмография
- Самый лучший человек, которого я знаю! | Най-добрият човек, когото познавам! (Болгария), (учительница химии) — (1973)
- Кит | Whale | Kit (Болгария), (шофер) — (1970)

## Озвучивание
- Арабелла — принцесса Арабелла (1980),
- Черепашки-ниндзя (сериал, 1987)
- Семья Мезга — Аладар Мейзга (1990)
- Симпсоны — Барт Симпсон (1970)
- Синее лето[исп.] — Тито и другие, (1983)
- Том и Джерри (дубляж BT, 1984)
- Внимание на белого дельфина (январь 1976)
- Бэмби — Дополнительные голоса (2005)
- Леди и Бродяга — тетя Сара (2006)
- «Золушка» — Фея (2005)
- Сто один далматинец — миссис Бёрдвелл (в титрах — Надежда Топалова) (2008)
- Шрек 2 — Фея-крёстная (2010)[8]